# Christian Niccum
Christian Elza Niccum (South St. Paul, 27 gennaio 1978) è un ex slittinista statunitense.

## Biografia
Iniziò a gareggiare per la nazionale statunitense nelle varie categorie giovanili sia nella specialità del singolo sia in quella del doppio insieme a Matthew McClain ottenendo, quali migliori risultati, otto medaglie ai campionati mondiali juniores, delle quali sei d'oro: nel doppio a Lake Placid 1995, a Calgary 1996, ad Oberhof 1997 ed a Sigulda 1998 e nelle gare a squadre nelle stesse rassegne del 1995 e del 1996.
A livello assoluto esordì in Coppa del Mondo nella stagione 1996/97, inizialmente con lo stesso McClain, ma nel corso della carriera cambiò sei diversi partner: dall'edizione 2002/03 e fino a metà della successiva fece coppia con Brian Wohlleb, quindi per il resto della stagione gareggiò con Jonathan Myles, per i due anni seguenti fu la volta di Patrick Quinn e, dopo un anno di pausa, dall'edizione 2007/08 riprese a competere nel doppio prima con Dan Joye e, dal 2010/11 fino al suo ritiro, con Jayson Terdiman. Conquistò il primo podio nonché la prima vittoria l'8 dicembre 1996 a Lillehammer nel doppio ed in classifica generale come miglior risultato si piazzò al ventitreesimo posto nel singolo nel 2004/05 ed al quinto posto nel doppio nel 1996/97 e nel 1998/99. Nell'edizione 2003/04 inoltre vinse la classifica di Coppa nella combinata.
Prese parte a tre edizioni dei Giochi olimpici invernali: a Torino 2006 giunse in ventitreesima posizione nel singolo, a Vancouver 2010 concluse al sesto posto nel doppio ed a Soči 2014, in quella che fu la sua ultima competizione a livello internazionale, si classificò undicesimo nella specialità biposto e sesto nella gara a squadre.
Prese parte altresì a dieci edizioni dei campionati mondiali, ottenendo quali migliori risultati la sesta piazza nel doppio in tre occasioni: ad Igls 1997, ad Oberhof 2008 ed a Lake Placid 2009 e la quinta posizione nella gara a squadre nella stessa rassegna del 2008.
Ai campionati pacifico-americani, sempre nella gara del doppio, vinse le medaglie di bronzo a Calgary 2012 ed a Whistler 2014.
Durante la sua carriera Niccum fece segnare un curioso record: il 4 dicembre 2010 a Winterberg riuscì infatti a salire sul podio in una gara di Coppa del Mondo nel doppio dopo ben dodici anni di distanza dall'ultima volta, che precisamente avvenne il 12 dicembre 1998 sulla pista di Sigulda.

## Palmarès

### Mondiali juniores
- 8 medaglie:
  - 6 ori (doppio, gara a squadre a Lake Placid 1995; doppio, gara a squadre a Calgary 1996; doppio ad Oberhof 1997; doppio a Sigulda 1998);
  - 2 bronzi (gara a squadre ad Igls 1994; gara a squadre a Sigulda 1998).

### Campionati pacifico-americani
- 2 medaglie:
  - 2 bronzi (doppio a Calgary 2012; doppio a Whistler 2014).

### Coppa del Mondo
- Miglior piazzamento in classifica generale nel singolo: 23° nel 2004/05.
- Miglior piazzamento in classifica generale nel doppio: 5° nel 1996/97 e nel 1998/99.
- 14 podi (6 nel doppio e 8 nelle gare a squadre):
  - 4 vittorie (3 nel doppio e 1 nelle gare a squadre);
  - 4 secondi posti (1 nel doppio e 3 nelle gare a squadre);
  - 6 terzi posti (2 nel doppio e 4 nelle gare a squadre).

#### Coppa del Mondo - vittorie
| Data             | Luogo       | Paese       | Disciplina                                               |
| ---------------- | ----------- | ----------- | -------------------------------------------------------- |
| 8 dicembre 1996  | Lillehammer | Norvegia    | Doppio con Matthew McClain                               |
| 21 novembre 1998 | Igls        | Austria     | Doppio con Matthew McClain                               |
| 12 dicembre 1998 | Sigulda     | Lettonia    | Doppio con Matthew McClain                               |
| 17 novembre 2007 | Lake Placid | Stati Uniti | Gara a squadre con Erin Hamlin, Tony Benshoof e Dan Joye |